# Беренс, Роберт
Роберт Софус Даниэль Беренс (нем. Robert Sophus Daniel Behrens ; 12 января 1885, Ассенс (коммуна), Южная Дания, Дания — 1 декабря 1942) — датский борец греко-римского стиля, призёр внеочередных Олимпийских игр.

## Биография
На Летних Олимпийских играх 1906 года в Афинах боролся в весовой категории до 85 килограммов (средний вес)
О регламенте соревнований по борьбе на этих играх известно немного. Соревнования велись по правилам греко-римской борьбы, без ограничения по времени схватки; трое борцов, вышедших в финал, разыгрывали между собой медали в своих весовых категориях. Победители своих категорий разыгрывали между собой абсолютное первенство. Борьбу за медали в среднем весе вели 14 спортсменов. Рудольф Линдмайер выиграл первые три встречи, в полуфинале проиграл победителю Вернеру Векману, и в финале снова проиграл Рудольфу Линдмайеру, став бронзовым призёром.
В 1907 году на неофициальном чемпионате Европы завоевал бронзовую медаль в открытой весовой категории.
Умер в 1942 году.